# Hans Knirsch
Hans Knirsch (14 de septiembre de 1877 en Třebařov – 6 de diciembre de 1933 en Duchcov) fue un activista moravo de origen austro-alemán que apoyaba el nazismo austríaco. Tras la disolución del Imperio austrohúngaro, lideró en Bohemia el partido inicialmente conocido como Partido Nacional Socialista Obrero Alemán. Junto a Rudolf Jung y Hans Krebs, formó parte de los miembros originales del núcleo que se mantuvo en el Partido Nazi después de 1933.

## Biografía
Hans Knirsch se convirtió en Geschäftsführer, o líder administrativo, de la Mährisch-Trübauer Verband en 1901. En ese carácter publicó un llamamiento que ensalzaba la unificación política de todos los alemanes en un solo Estado, al que calificaba de "der alte Sehnsuchstraum der deutschen Demokraten" ("el viejo sueño nostálgico de los demócratas alemanes").
Activo en varios congresos del partido, antes de la Primera Guerra Mundial intentó que el DAP añadiera las palabras «nacionalsocialista» a su nombre. El intento fracasó, ya que el nombre propuesto recordaba demasiado al Partido Nacional Social Checo.Tras su arresto por el fallido Putsch de la Cervecería, Hitler inició una huelga de hambre. Fue Hans Knirsch quien sacó a Hitler de su depresión y le convenció para que volviera a comer.

## Escritos de Knirsch
- Aus der Geschichte der deutschen nationalsozialistischen Arbeiterbewegung Altösterreichs und der Tschechoslowakei, (Aussig, 1932).
- Die Stellung der Deutschen zum tschechischen Staat. Referat, erstattet am1. Gesamtparteitag der deutschen nationalsozialistischen Arbeiterpartei Dux, Buchdruckerei "Gutenberg" 1919